# Agent for H.A.R.M.
Agent for H.A.R.M. is een Amerikaanse sciencefiction/spionagefilm uit 1966, geregisseerd door Gerd Oswald. De hoofdrol werd vertolkt door Peter Mark Richman.

## Verhaal
Adam Chance werkt voor de Amerikaanse organisatie H.A.R.M. (Human Aetiological Relations Machine). Hij moet Dr. Jan Steffanic, een Sovjetwetenschapper die nu voor de Amerikanen werkt, beschermen. Hij heeft namelijk een nieuw wapen ontwikkeld dat sporen afvuurt die menselijk vlees langzaam weg eten.
Na Dr. Steffanics aankomst in de VS wordt hij in bescherming genomen door H.A.R.M. Hij krijgt een strandhuis toegewezen samen met zijn nichtje en agent Chance. Hier onthuld hij de plannen van de communisten: ze willen alle akkers in Amerika met de dodelijke spore bespuiten. Dr. Steffanic is naar Amerika gekomen om een tegengif te maken voor de sporen.
Chance wordt verliefd op Steffanics nichtje Ava Vestok, die een communistische spion blijkt te zijn. Hun huis wordt aangevallen en Dr. Steffanic wordt ontvoerd door Europese agenten. In het gevecht dat ontstaat wordt Steffanic blootgesteld aan de sporen, en sterft.

## Cast
| Acteur             | Personage                 |
| ------------------ | ------------------------- |
| Peter Mark Richman | Adam Chance               |
| Carl Esmond        | Professor Janos Steffanic |
| Barbara Bouchet    | Ava Vestok                |
| Martin Kosleck     | Basil Malko               |
| Wendell Corey      | Jim Graff                 |
| Robert Quarry      | Borg                      |
| Rafael Campos      | Luis                      |
| Aliza Gur          | Mid-Eastern contact       |
| Donna Michelle     | Marian                    |
| Marc Snegoff       | Conrad                    |
| Chris Anders       | Schloss                   |
| Steve Stevens      | Billy                     |
| Horst Ebersberg    | Helgar                    |
| Ray Dannis         | Henry Manson              |
| Robert Donner      | Morgue attendant          |

## Achtergrond
De film was aanvankelijk bedoeld als pilot voor een televisieserie. In plaats daarvan besloten de filmmakers de film in de bioscopen uit te brengen en de televisieserie niet te maken.
De film werd bespot in de cultserie Mystery Science Theater 3000.